# شوینی-سن-سوور
شوینی-سن-سوور (به فرانسوی: Chevigny-Saint-Sauveur) یک کمون در فرانسه با جمعیت ۹٬۹۶۹ نفر است که در Canton of Dijon-2 واقع شده‌است.